# أساي في وعاء
أسايّ في الوعاء (بالبرتغالية: açaí na tigela) هو طبق من حَبّ نخل الآساي المثلج المطحن. يقدم ثجير حَب الآسايّ في شكل سموذي في وعاء أو كأس، وعامة يوضع عليه الشوفان والموز في جنوب البرازيل، بينما يوضع عليه الجمبري والتابيوكا والسمك المجفف في الشمال—وهي الصيغة الأكثر تقليدية. أسايّ في الوعاء طبق له تاريخ طويل وشعبية في البرازيل كلها، وخصوصا في بارا وريو دي جانيرو وفلوريانوبوليس وساو باولو وغوياس وعلى الساحل الشمالي الشرقي، حيث يباع في أكشاك على رصيف البحر وفي محلات العصير في المدن. 
الآساي من أقدم وأهم المواد الغذائية في البرازيل، جانبا إلى جذر المانيوك أي البفرة. الإعداد يختلف من إقليم لإقليم آخر، فالتابيوكا هي إضافة شائعة في الشمال وليس كذلك في الجنوب. طريقة التحضير الأصلية، كما في الشمال، تتطلب الجمبري أو السمك المجفف والتابيوكا والآساي الأصلي هو عادة مملح. النوع الحلو، الذي قد يحتوي على الغرانولا والموز والفواكه الأخرى بالإضافة إلى السكر، له شعبية في جنوب البلد.